# Рейвенсворт (Вірджинія)
Рейвенсворт (англ. Ravensworth) — переписна місцевість (CDP) в США, в окрузі Ферфакс штату Вірджинія. Населення — 2680 осіб (2020).

## Географія
Рейвенсворт розташований за координатами 38°48′11″ пн. ш. 77°13′21″ зх. д. / 38.80306° пн. ш. 77.22250° зх. д. (38.803156, -77.222587).  За даними Бюро перепису населення США в 2010 році переписна місцевість мала площу 2,54 км², з яких 2,29 км² — суходіл та 0,26 км² — водойми.

## Демографія
Згідно з переписом 2010 року, у переписній місцевості мешкало 2466 осіб у 828 домогосподарствах у складі 648 родин. Густота населення становила 969 осіб/км².  Було 857 помешкань (337/км²).
Расовий склад населення:
| - 66,5 % — білих - 21,7 % — азіатів - 2,5 % — чорних або афроамериканців - 0,2 % — вихідців з тихоокеанських островів - 0,2 % — корінних американців - 6,0 % — осіб інших рас |

До двох чи більше рас належало 3,0 %. Частка іспаномовних становила 14,4 % від усіх жителів.
За віковим діапазоном населення розподілялося таким чином: 23,4 % — особи молодші 18 років, 61,1 % — особи у віці 18—64 років, 15,5 % — особи у віці 65 років та старші. Медіана віку мешканця становила 40,3 року. На 100 осіб жіночої статі у переписній місцевості припадало 100,7 чоловіків;  на 100 жінок у віці від 18 років та старших — 99,4 чоловіків також старших 18 років.
Середній дохід на одне домашнє господарство  становив 111 439 доларів США (медіана — 104 167), а середній дохід на одну сім'ю — 125 976 доларів (медіана — 114 583). Медіана доходів становила 73 710 доларів для чоловіків та 54 805 доларів для жінок. За межею бідності перебувало 2,0 % осіб, у тому числі 0,0 % дітей у віці до 18 років та 0,0 % осіб у віці 65 років та старших.
Цивільне працевлаштоване населення становило 1242 особи. Основні галузі зайнятості: науковці, спеціалісти, менеджери — 20,0 %, освіта, охорона здоров'я та соціальна допомога — 18,3 %, публічна адміністрація — 9,5 %, роздрібна торгівля — 6,4 %.